# 백만각형
백만각형(百萬角形)은 꼭지점과 변이 1000000개인 다각형이다. 백만각형의 내각의 합은 179999640도이고, 백만각형의 한 각의 크기는 179.99964도이므로, 한 외각의 크기는 0.00036도이다.

백만각형

## 같이 보기
- 천각형
- 만각형